# Encephalartos
Encephalartos és un gènere de gimnospermes de la divisió Cycadophyta, família Zamiaceae, nadiu d'Àfrica. Algunes de les seves espècies són comunes i s'anomenen palmells pa o pa de Kaffir, ja que amb el centre del seu plançó es pot preparar una mena de pa. Totes les espècies d'Encephalartos estan amenaçades.

## Etimologia
El gènere deriva de les paraules gregues en (dintre), kephali (cap) i artos (pa); referint-se a l'ús de la seva medul·la per a preparar menjar. Va ser nomenat pel botànic alemany Johann Georg Christian Lehmann en 1834.

## Taxonomia
El gènere Encephalartos inclou nombroses espècies:
- Encephalartos aemulans
- Encephalartos altensteinii
- Encephalartos aplanatus
- Encephalartos arenarius
- Encephalartos barteri
- Encephalartos brevifoliolatus
- Encephalartos bubalinus
- Encephalartos caffer
- Encephalartos cerinus
- Encephalartos chimanimaniensis
- Encephalartos concinnus
- Encephalartos cupidus
- Encephalartos cycadifolius
- Encephalartos delucanus
- Encephalartos dolomiticus
- Encephalartos dyerianus
- Encephalartos equatorialis
- Encephalartos eugene-maraisii
- Encephalartos ferox
- Encephalartos friderici-guilielmi
- Encephalartos ghellinckii
- Encephalartos gratus
- Encephalartos heenanii
- Encephalartos hildebrandtii
- Encephalartos hirsutus
- Encephalartos horridus
- Encephalartos humilis
- Encephalartos inopinus
- Encephalartos ituriensis
- Encephalartos kisambo
- Encephalartos laevifolius
- Encephalartos lanatus
- Encephalartos latifrons
- Encephalartos laurentianus
- Encephalartos lebomboensis
- Encephalartos lehmannii
- Encephalartos longifolius
- Encephalartos mackenziei
- Encephalartos macrostrobilus
- Encephalartos manikensis
- Encephalartos marunguensis
- Encephalartos middelburgensis
- Encephalartos msinganus
- Encephalartos munchii
- Encephalartos natalensis
- Encephalartos ngoyanus
- Encephalartos nubimontanus
- Encephalartos paucidentatus
- Encephalartos poggei
- Encephalartos princeps
- Encephalartos pterogonus
- Encephalartos schaijesii
- Encephalartos schmitzii
- Encephalartos sclavoi
- Encephalartos senticosus
- Encephalartos septentrionalis
- Encephalartos tegulaneus
- Encephalartos transvenosus
- Encephalartos trispinosus
- Encephalartos turneri
- Encephalartos umbeluziensis
- Encephalartos villosus
- Encephalartos whitelockii
- Encephalartos woodii